# Raymonde Gagné
Raymonde Gagné (ur. 7 stycznia 1956 r.) kanadyjska polityk i naukowiec, która pełni funkcję spikera Senatu Kanady od 12 maja 2023 r. 18 marca 2016 r. została powołana do Senatu Kanady w celu reprezentowania prowincji Manitoby.

## Życiorys
Gagné przed powołaniem do Senatu pracowała jako nauczycielka i dyrektorka szkoły średniej, a także przez długi czas była członkiem wydziału Université de Saint-Boniface w Winnipeg, pełniąc funkcję rektora szkoły w latach 2003–2014. 
Raymonde współpracuje z wieloma organizacjami i zarządami w Manitobie i całej Kanadzie. Pełniła funkcję prezesa Stowarzyszenia Szkół Wyższych i Uniwersytetów Kanadyjskiej Frankofonii od 2005 do 2009 roku, była członkiem Komitetu Doradczego ds. Języków Urzędowych przy Biurze Komisarza ds. Języków Urzędowych Kanady 2007 - 2009.

## Kariera polityczna
Gagné została powołana do Senatu przez premiera Justina Trudeau 18 marca 2016 r. 31 stycznia 2020 r. została zastępcą Przedstawiciela Rządu w Senacie Marca Golda. 

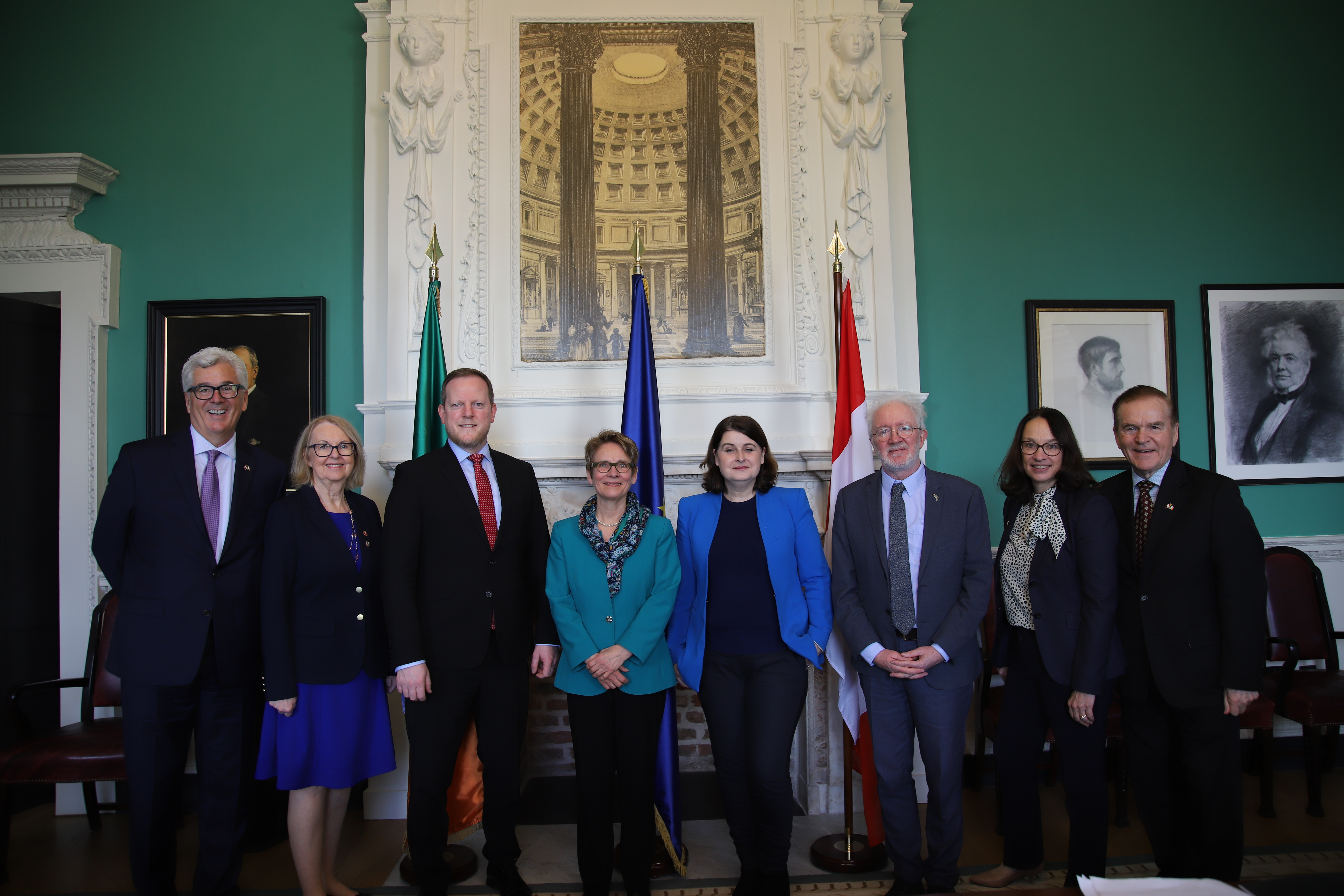
Wizyta delegacji kanadyjskiej w Irlandii pod przewodnictwem Raymonde Gagné, marszałka Senatu Kanady 2024

12 maja 2023 r. Gagné została mianowana przez premiera Justina Trudeau marszałkiem Senatu po odejściu George’a Fureya na emeryturę, stając się trzecią kobietą spikerem Senatu
W maju 2014 roku Gagné został odznaczony Orderem Manitoby. 

## Odznaczenia
- Medal Diamentowego Jubileuszu Królowej Elżbiety II[8]
- Kawaler Legii Honorowej (Francja, 2025)[9]

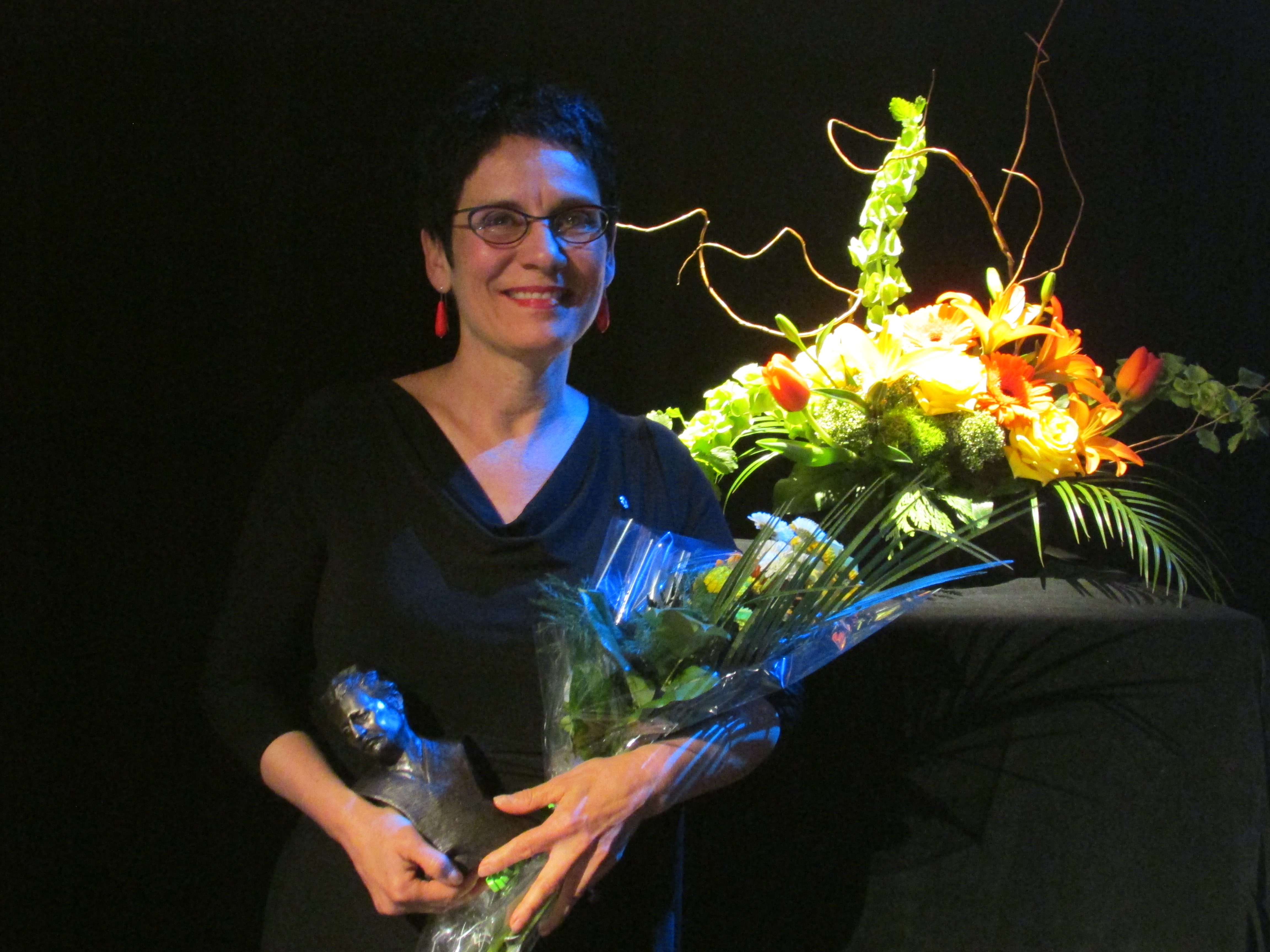
Raymonde Gagné otrzymuje Nagrodę Riela